# 스기나미정
스기나미정(杉並町)은 도쿄부 도요타마군에 속했던 정이다.

## 지리
- 현재의 스기나미구에 해당한다.

## 역사
- 1889년 5월 1일 - 정촌제 시행에 의해 히가시타마군 스기나미촌이 성립하였다.
- 1896년 4월 1일 - 미나미토시마군과 합병해 도요타마군이 되었다.
- 1924년 6월 1일 - 정으로 승격해 스기나미정이 되었다.
- 1932년 10월 1일 - 와다호리정, 이오기정 및 다카이도정과 함께 도쿄시에 편입되어, 스기나미구가 성립하였다.

## 교통

### 철도
- 일본국유철도 주오 본선
- 세이부 철도 (이전) (후의 스기나미선)

## 관련서적
- 東京市臨時市域擴張部 『豊多摩郡杉並町現状調査』 1931年